# Peacock Theater

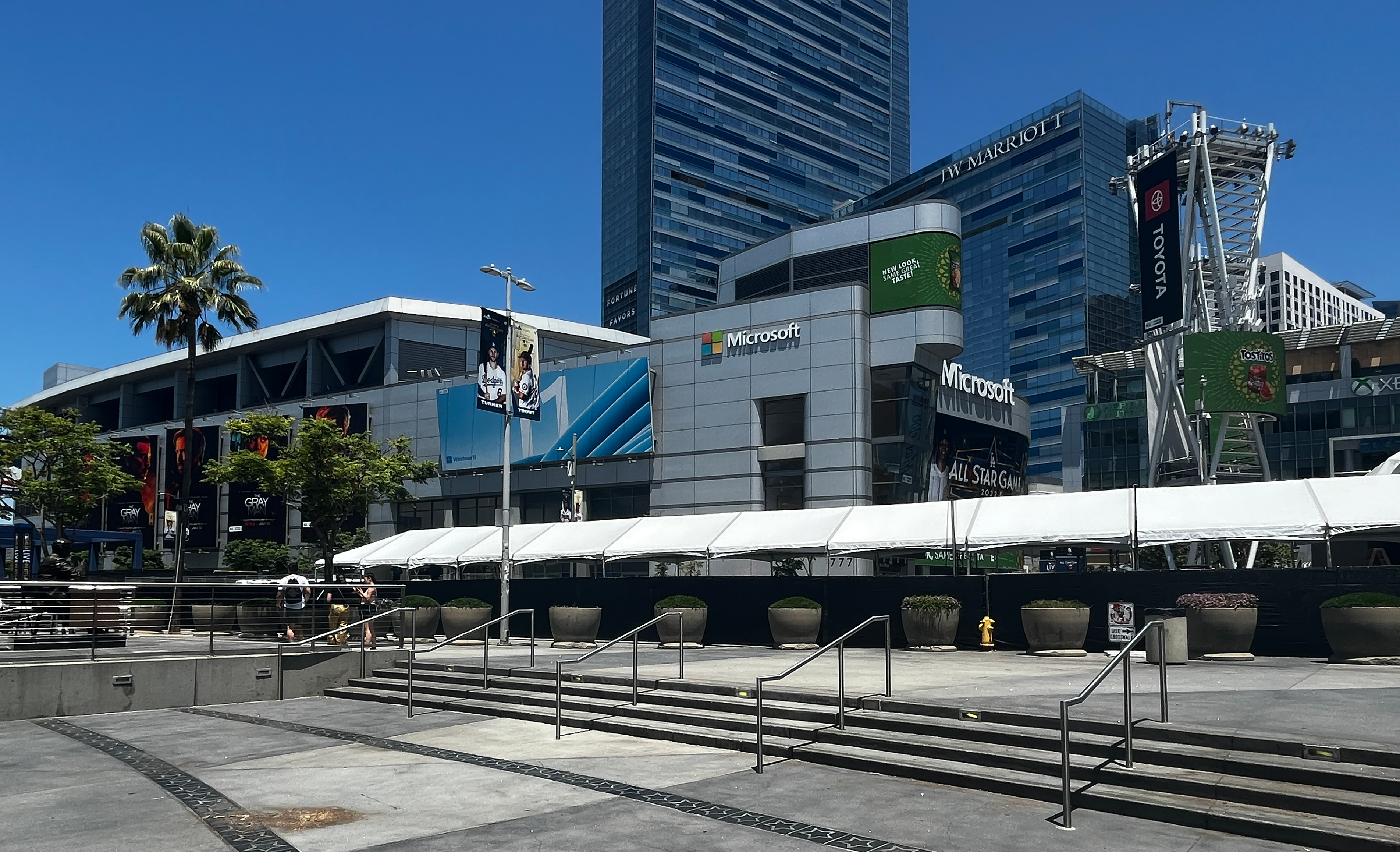
O lado de fora do local, em 2022.

O Peacock Theater (antigo Microsoft Theater e Nokia Theatre) é um local para apresentações musicais e teatrais no centro de Los Angeles, Califórnia, em L.A. Live. O auditório do teatro possui 7.100 assentos e detém um dos maiores palcos internos nos Estados Unidos.

## História
O teatro foi projetado pela ELS Architecture and Urban Design of Berkeley, Califórnia, numa comissão organizada pelo Anschutz Entertainment Group (AEG), em 2002. Foi inaugurado no dia 18 de outubro de 2007, com seis concertos de The Eagles e The Dixie Chicks. Em junho de 2015, o local foi renomeado como Microsoft Theater como parte de um novo acordo de nomeação com a AEG Live. A Microsoft adquiriu a empresa de dispositivos móveis Nokia em 2014. Como parte do novo acordo de nomeação, o L.A. Live Plaza também foi renomeado como Microsoft Square, e a Microsoft também irá realizar uma "atualização da tecnologia" da instalação, incluindo novos equipamentos e outras melhorias.
Em 11 de Julho de 2023 o local foi renomeado para Peacock Theater como parte do acordo entre a AEG e a Peacock.

## Eventos

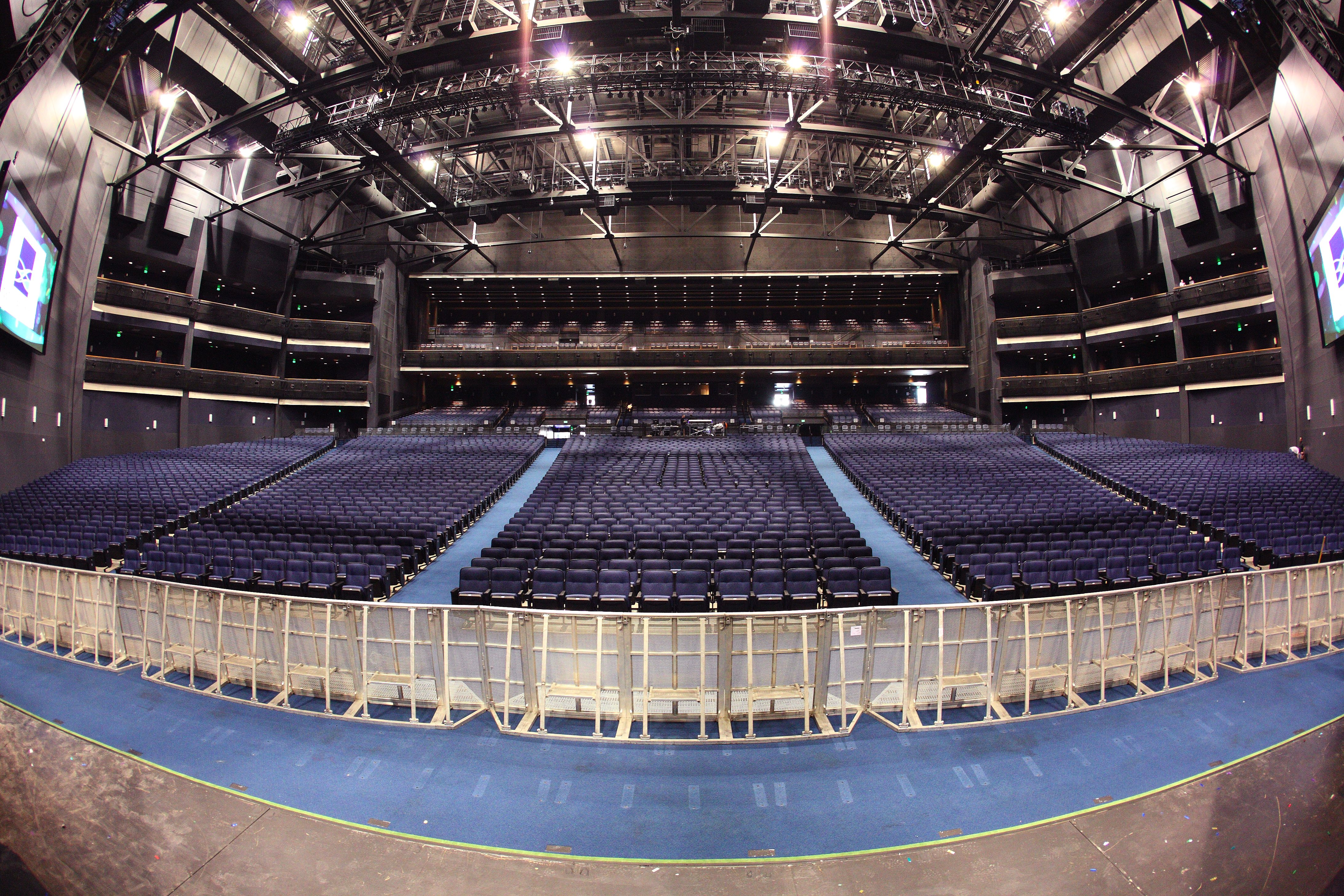
O então Microsoft Theater visto a partir do palco

Desde a sua abertura, o Peacock Theater tem sido um local popular para entregas de prêmios. O teatro tem recebido o ESPY Awards desde 2008, bem como o American Music Awards desde 2007. O local foi a casa do Emmy Awards desde 2008 e vai continuar sendo até no mínimo 2018. O Peacock Theater hospedou o MTV VMAs em 2010, 2011 e 2015. Em 2008 e 2011, o local sediou o show The Grammy Nominations Live, onde os nomeados para o Grammy foram anunciados. O Grammy Awards acontece anualmente no outro lado da rua, no Staples Center, mas a transmissão da pré-cerimônia, onde 70 Grammy's são atribuídos antes do show da noite, que é televisionado, é realizada no Peacock Theater. O Peacock Theater foi palco do People's Choice Awards desde 2010. Ele também tem sido usado pela Nintendo várias vezes para conferências de imprensa durante a E3. Ele também foi o local escolhido para a final do American Idol durante as temporadas 7-13, bem como para o The games Awards.
O personagem do Vocaloid, Hatsune Miku fez sua estreia americana no Peacock Theater em 2 de julho de 2011, como parte da Anime Expo. Ela voltou ao local, em outubro de 2011, 2012 e 2014, como parte da Miku Expo LA de 2014. Os dois concertos foram esgotados. Hatsune Miku também retornará para outra performance em 6 de maio de 2016, como parte de sua primeira turnê norte-americana. As nomeações para o vigésimo oitavo Rock and Roll Hall of Fame foram realizadas no Microsoft Theater em 18 de abril de 2013. O BET Awards mudou-se para o Peacock Theater em 2013. A partir de 2013, o Peacock Theater tem hospedado o Radio Disney Music Awards.